# Озеряны (Ковельский район)
Озеря́ны (укр. Озеряни) — село в Турийской поселковой общине Ковельского района Волынской области Украины.
До 2020 года входило в Турийский район.
Код КОАТУУ — 0725584201. Население по переписи 2001 года составляет 417 человек. Почтовый индекс — 44860. Телефонный код — 3363. Занимает площадь 1,889 км².